# Barbella enervis
Barbella enervis là một loài Rêu trong họ Meteoriaceae. Loài này được (Thwaites & Mitt.) M. Fleisch. miêu tả khoa học đầu tiên năm 1906.